# Houston Ballet
El Houston Ballet (Ballet de Houston) és una companyia de ballet estatunidenca finançada per la Houston Ballet Foundation que també s'encarrega de mantenir a l'acadèmia de ballet, Houston Ballet Academy, en la qual entrenen més de la meitat dels ballarins de la companyia.
Com a companyia, fundada en 1969, és la quarta més gran dels Estats Units, amb la seva base a la ciutat de Houston, Texas. El 2017, el Ballet de Houston va rebre una donació de més de 73 milions de dòlars, ha estat la major donació a una companyia de ball als Estats Units d'Amèrica. La companyia produeix unes 85 actuacions cada any i està composta per 59 ballarins.
Des de la seva fundació, l'organització ha comptat amb els següents directors: Tatiana Semenova (1955-1967), Nina Popova (1967-1976), Ben Stevenson OBE (1976-2003), Stanton Welch AM (2003-actualitat). Es preveu que el 2020 actuï per primera vegada a la península ibèrica, al Festival Internacional de Peralada.